# Mudeungsan nationalpark
Mudeungsan nationalpark (koreanska: Mudŭngsandorip-kongwŏn) är en nationalpark i Sydkorea.   Den ligger i provinserna Gwangju och Södra Jeolla, i den södra delen av landet, 270 km söder om huvudstaden Seoul. Mudeungsan nationalpark ligger cirka 234 meter över havet.
Närmaste större samhälle är staden Gwangju, 3,2 km väster om nationalparkens centrum.
Nationalparken som inrättade 1972 täcker en yta av 75,4 km². Landskapet är en bergstrakt med flera toppar över 1000 meter över havet. Här hittas bland annat lagerväxten Lindera sericea, flygekorrar och uttrar.